# Thue et Mue
Thue et Mue è un comune francese di nuova costituzione in Normandia, dipartimento del Calvados, arrondissement di Caen. Il 1º gennaio 2017 è stato creato accorpando i comuni di Bretteville-l'Orgueilleuse, Brouay, Cheux, Mesnil-Patry, Putot-en-Bessin e Sainte-Croix-Grand-Tonne, che ne sono divenuti comuni delegati.